# مصطفی پژوهنده
مصطفی پژوهنده (خرم‌آباد ۱۳۳۷ -تیر ۱۳۶۷) از فرماندهان ارتش جمهوری اسلامی ایران بود که در آخرین روزهای جنگ ایران و عراق و در هنگام دفاع از کشور در برابر تهاجم سازمان مجاهدین خلق کشته شد. پادگان چهل دختر شاهرود که مقر لشکر ۵۸ تکاور ارتش است بنام وی نامگذاری گردیده است. کتابی با عنوان ۷ پیرامون زندگی وی در سال ۱۳۹۲ منتشر شد. وی از بنیانگذاران لشکر ۵۸ تکاور (ذوالفقار) ارتش جمهوری اسلامی ایران و فرمانده گردان ۱۸۳ بود.